# Belgischer Rundfunk
Pour les articles homonymes, voir BRF.
 (août 2015).
Si vous disposez d'ouvrages ou d'articles de référence ou si vous connaissez des sites web de qualité traitant du thème abordé ici, merci de compléter l'article en donnant les références utiles à sa vérifiabilité et en les liant à la section « Notes et références ».
Belgischer Rundfunk (BRF ; litt. « Radiodiffusion belge ») est un service public chargée de la radio et de la télévision pour la Communauté germanophone de Belgique.
Ses équivalents sont la Radio-télévision belge de la Communauté française (RTBF) pour la Communauté française de Belgique et la Vlaamse Radio- en Televisieomroeporganisatie (VRT) pour la Communauté flamande de Belgique.

## Histoire
Le 1er octobre 1945 débutent à Bruxelles les premières émissions de radio en langue allemande sur ondes moyennes. En 1961, d’autres émissions sont réalisées en ondes courtes depuis Liège. Les services de radiodiffusion de langue allemande dépendent alors de la Radiodiffusion-télévision belge (RTB).
À la suite de la fédéralisation de la Belgique dans les années 1970 et à la création de trois communautés linguistiques dotées de compétences juridiques, la RTB est transformée en 1977 en Radio-Télévision belge de la Communauté française (RTBF) par la Communauté française de Belgique. Le 18 février, la Communauté germanophone de Belgique fonde la Belgischer Rundfunk (BRF), centre de radiodiffusion belge de la communauté germanophone, dont le siège est à Eupen, pour assurer les services jusqu’ici dévolus à la RTB.
En 1983, les émissions de radio s’étendent à 14 heures de programme par jour et la BRF ouvre un studio régional à Saint-Vith.
En 1993, la BRF lance en commun avec la BBC un programme de radio à Bruxelles et installe en 1995 la maison de la radio à l’Eupener. Depuis le 4 octobre 1999, la BRF diffuse un magazine télévisé sur le réseau câblé de la communauté germanophone. Le 25 novembre 2001, elle a lancé sur la fréquence 95,2 MHz limitée strictement à la ville de Bruxelles un programme communautaire en partenariat avec l’entreprise publique allemande de radiodiffusion Deutschlandfunk (DLF).

## Organisation

### Dirigeants
Directeur : Toni Wimmer

### Sièges

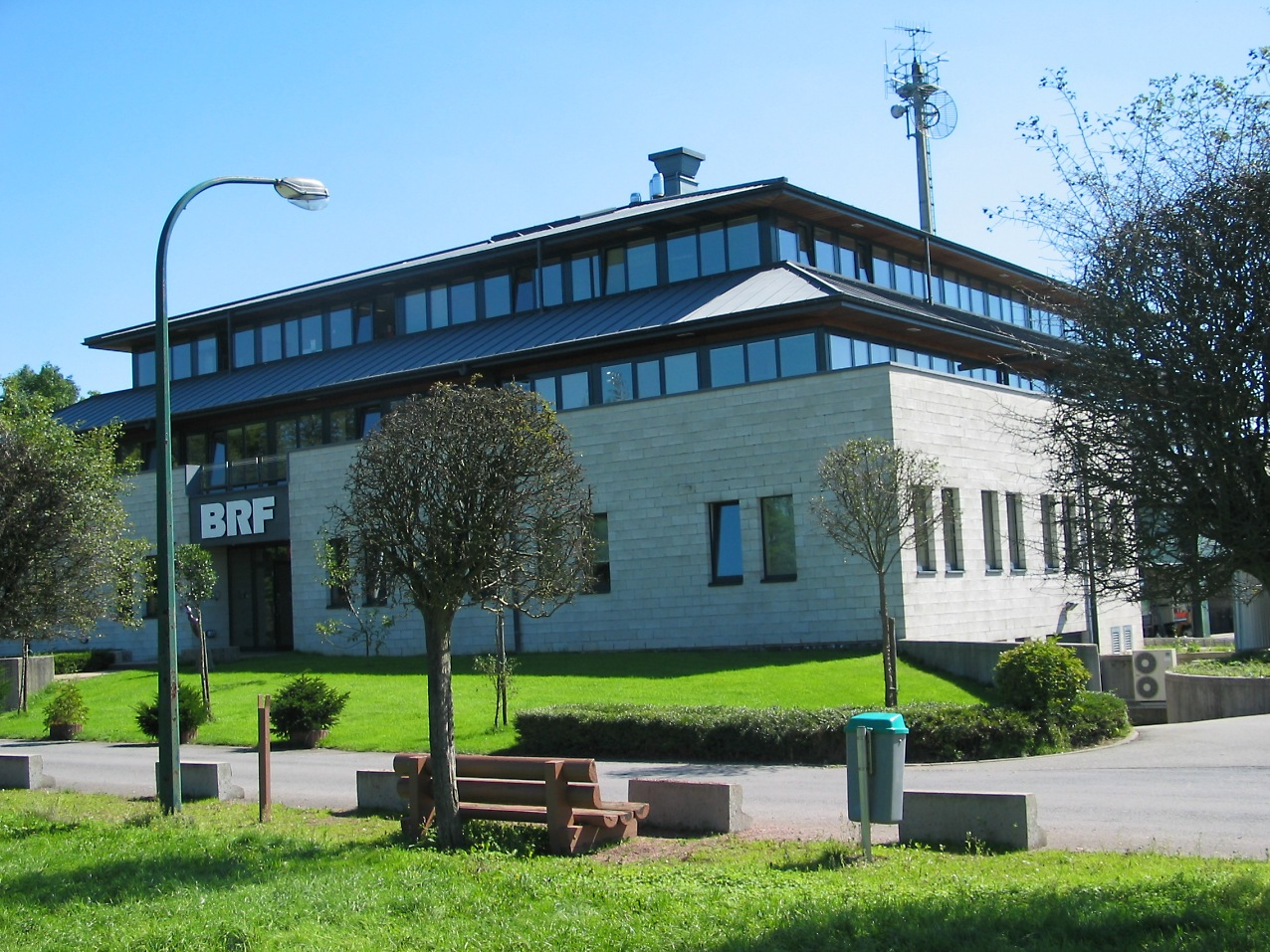
Siège BRF

Le premier siège de la BRF était le bureau régional de la RTB ouvert à Eupen en 1975. En 1995, un tout nouveau siège est officiellement inauguré au Kehrweg, toujours à Eupen. La structure ouverte de la maison de la radio offre de nouvelles possibilités de communication interne et externe. Un studio se trouve à Bruxelles dans le bâtiment de la RTBF/VRT (Bvd. Auguste Reyrs) et un deuxième à Saint-Vith dans le centre culturel Triangel.

## Services
La BRF opère deux chaînes de radio et une chaîne de télévision.

### Radio
- BRF1 : chaîne à la coloration musicale pop-rock diffusant principalement de l’information, des magazines, des magazines musicaux (chansons, classique, jazz, etc.) et culturels ainsi que des émissions de divertissement. BRF1 émet aussi à Liège et Namur.
- BRF2 : chaîne diffusant essentiellement de la musique populaire allemande et de la musique de divertissement (émet également à Liège).
- BRF-DLF : en collaboration avec la chaîne de radio allemande Deutschlandfunk (FM 95,20 MHz à Bruxelles).

- 100,5 Das Hitradio : Radio musicale semi-privée diffusé depuis les studios de la BRF à Eupen sur la 100,5 à destination de l'Allemagne (Aix-la-Chapelle).

### Télévision
- BRF-TV : chaîne principalement consacrée à l’actualité régionale et diffusée exclusivement sur le réseau câblé de la Communauté germanophone et de la province de Liège, en télévision IP de la société de télécommunication Proximus, en télévision numérique terrestre avec un vidéotexte de la BRF[3] (jusqu'en 2023 sur le signal d'Euronews[4]) et sur son site web.